# Pecten
Pecten O. F. Müller, 1776 è un genere di molluschi bivalvi della famiglia Pectinidae.

## Tassonomia
- Pecten afribenedictus Kilburn & Dijkstra, 1995
- Pecten albicans (Schröter, 1802)
- Pecten dijkstrai Duncan & G. Wilson, 2012
- Pecten diomedeus Dall, Bartsch & Rehder, 1938
- Pecten dorotheae Melvill in Melvill & Standen, 1907
- Pecten erythraeensis G. B. Sowerby II, 1842
- Pecten excavatus Anton, 1838
- Pecten fumatus Reeve, 1852
- Pecten jacobaeus (Linnaeus, 1758)
- Pecten keppelianus Sowerby III, 1905
- Pecten maximus (Linnaeus, 1758)
- Pecten novaezelandiae Reeve, 1852
- Pecten raoulensis Powell, 1958
- Pecten sulcicostatus Sowerby II, 1842
- Pecten waikikius Dall, Bartsch & Rehder, 1938